# Fayçal Hafiane
Fayçal Hafiane, né le 26 janvier 1980 à Gabès, est un homme politique tunisien.

## Biographie

### Études
Fayçal Hafiane est diplômé de l'Institut supérieur de comptabilité et d'administration des entreprises. Il a également obtenu un master en management à l'École supérieure du commerce.

### Carrière
De 2007 à 2010, il est gestionnaire dans un bureau d'études et d'audit. De 2011 à 2014, il est contrôleur de gestion.
Membre du bureau exécutif de Nidaa Tounes, il devient, le 6 janvier 2015, conseiller auprès du président de la République Béji Caïd Essebsi, chargé du suivi des institutions soumises à la présidence de la République, c'est-à-dire l'Institut tunisien des études stratégiques, le Conciliateur administratif, le Haut comité du contrôle administratif, le Haut comité des droits de l'homme et la Société des services nationaux et des résidences,,. Il est alors le plus jeune membre du cabinet présidentiel.
Le 27 août 2016, il devient secrétaire d'État au Commerce dans le gouvernement de Youssef Chahed. Le 25 février 2017, il est nommé conseiller politique du chef du gouvernement.
En décembre 2017, il est nommé PDG de la société Sergaz.